# Jan Hoffmann
Jan Hoffmann (ur. 26 października 1955 w Dreźnie) – niemiecki łyżwiarz figurowy, startujący w konkurencji solistów. Wicemistrz olimpijski z Lake Placid (1980) i uczestnik igrzysk olimpijskich (1968, 1972, 1976), dwukrotny mistrz świata (1974, 1980), czterokrotny mistrz Europy (1974, 1977, 1978, 1979) oraz 9-krotny mistrz Austrii (1971–1974, 1976–1980).
Po zakończeniu kariery amatorskiej w 1980 roku ukończył studia medyczne i został chirurgiem ortopedą. Następnie zasiadał w zarządzie Niemieckiej Unii Łyżwiarskiej (niem. Deutsche Eislauf-Union) i został międzynarodowym sędzią łyżwiarskim Międzynarodowej Unii Łyżwiarskiej (ISU). Był jednym z sędziów zawodów olimpijskich w 1994 i 1998 roku. W 1994 roku Hoffmann był tzw. tie-breakerem w rozstrzygnięciu zawodów w konkurencji solistek, czyli był piątym, rozstrzygającym remis sędzią, który przyznał złoto Oksanie Bajuł, a srebro Nancy Kerrigan. 

## Osiągnięcia
| Zawody               | 67–68          | 68–69          | 69–70          | 70–71          | 71–72          | 72–73          | 73–74          | 74–75          | 75–76          | 76–77          | 77–78          | 78–79          | 79–80          |                |                |                |                |
| Międzynarodowe       | Międzynarodowe | Międzynarodowe | Międzynarodowe | Międzynarodowe | Międzynarodowe | Międzynarodowe | Międzynarodowe | Międzynarodowe | Międzynarodowe | Międzynarodowe | Międzynarodowe | Międzynarodowe | Międzynarodowe | Międzynarodowe | Międzynarodowe | Międzynarodowe | Międzynarodowe |
| -------------------- | -------------- | -------------- | -------------- | -------------- | -------------- | -------------- | -------------- | -------------- | -------------- | -------------- | -------------- | -------------- | -------------- | -------------- | -------------- | -------------- | -------------- |
| Igrzyska olimpijskie | 26             |                |                |                | 6              |                |                |                | 4              |                |                |                | 2              |                |                |                |                |
| Mistrzostwa świata   |                |                | 10             | 4              | 6              | 3              | 1              |                | 3              | 2              | 2              | 3              | 1              |                |                |                |                |
| Mistrzostwa Europy   | 21             | 16             | 9              | 4              |                | 3              | 1              |                | 3              | 1              | 1              | 1              | 2              |                |                |                |                |
| Skate America        |                |                |                |                |                |                |                |                |                |                |                |                | 3              |                |                |                |                |
| Prize of Moscow News |                |                | 4              |                |                |                |                |                |                |                |                |                |                |                |                |                |                |
| Krajowe              |                |                |                |                |                |                |                |                |                |                |                |                |                |                |                |                |                |
| Mistrzostwa NRD      |                | 2              | 2              | 1              | 1              | 1              | 1              |                | 1              | 1              | 1              | 1              | 1              |                |                |                |                |